# Jack H. Harris
Jack Henry Harris (Philadelphia, Pennsylvania, 1918. november 28. – Beverly Hills, Kalifornia, 2017. március 14.) amerikai filmproducer.

## Filmjei
- A massza (The Blob) (1958, producer)
- 4D Man (1959, producer)
- Dinosaurus! (1960, producer)
- Paradisio (1962 , executive producer)
- Master of Horror (1965, executive producer)
- Unkissed Bride (1966, producer, író, rendező)
- Equinox (1970, producer)
- Beware! The Blob (1972, executive producer)
- Schlock (1973 , producer)
- Sötét csillag (Dark Star) (1974, executive producer)
- Laura Mars szemei (Eyes of Laura Mars) (1978, executive producer)
- Prison Ship (1986, producer)
- A massza (The Blob) (1988, producer)
- Blobermouth (1991, producer)